# Kunduvadi jezik
Kunduvadi jezik (ISO 639-3: wku), novopriznati južnodravidski jezik kojim govori 1 000 ljudi (2004 SIL) u indijskoj državi Kerala u selima Puthadi, Purakkadi, Pulpalli (u distrikt Wayanad) i Vythiri Taluk, Cheeyambam, Irulambam, Manaluvayal, Pakkam i Porakady (distrikt Kozhikode).
Kunduvandi žive zajedno s Malayalima i nemaju svojih posebnih sela a leksički mu je najbliži pathiya [pty], 83%; a malajalamski [mal] 65%